# Charlotta Brosset
Agnes Charlotta (Lotta) Augusta Martina Brosset, född 11 juli 1905 på Forsnäs gård i Forssa församling, Södermanland, död 13 oktober 2001 i Johannebergs församling i Göteborg, var en svensk konstnär och mor till dansösen Yvonne Brosset.
Hon var dotter till marindirektören Oscar Björnstjerna och Agnes Hök och från 1934 gift med docenten Cyrill Brosset. Hon studerade målning vid Berggrens och Larssons målarskola i Stockholm 1927–1928 och vid Konsthögskolan 1928–1934. Hon medverkade i utställningar med Sveriges allmänna konstförening. Hennes konst består av porträtt, interiörer med figurer och landskap i olja eller tempera samt etsningar. Brosset är begravd på Västra kyrkogården i Göteborg.